# 确精扎布
确精扎布（转写：Čoyijongjab，藏語：ཆོས་སྐྱོང་སྐྱབས，1931年1月16日—2022年4月29日），蒙古族学者，1957年至今在内蒙古大学任教。他的研究领域包括蒙古语语音、语法、方言和信息处理。

## 论著
- 主编《胡都木文—托忒文对照解释词典》
- 《蒙古文编码》